# Тім Дрекслер
Тім Дрекслер (нім. Tim Drexler, нар. 6 березня 2005, Брухзаль, Німеччина) — німецький футболіст, захисник клубу «Гоффенгайм 1899». На умовах оренди грає за «Нюрнберг».

## Ігрова кар'єра

### Клубна
Тім Дрекслер є вихованцем футбольної школи клубу «Гоффенгайм 1899». У 2022 році він почав грати за дублюючий склад у Регіональній лізі. Починаючи з сезону 2023/24 Дрекслер став постійним гравцем основи другої команди «Гоффенгайма».
У березні 2024 року Тм Дрекслер дебютував у чемпіонаті Німеччини, коли вийшов на заміну у другому таймі у грі проти франкфуртського «Айнтрахта». До кінця сезону він провів вісім матчів і в липні 2024 року підписав з клубом новий довготривалий контракт.

### Збірна
З 2020 року Тім Дрекслер виступає за юнацькі збірні Німеччини.